# Nitrate de rhodium(III)
Le nitrate de rhodium(III) est un composé chimique de formule Rh(NO3)3. Il n'a pas été isolé à l'état pur mais on en connaît un hydrate et une solution aqueuse de stœchiométrie correspondante, ainsi que divers complexes de rhodium(III) hexacoordonné avec des ligands aqua et nitrate. D'autres nitrates de rhodium ont été caractérisés par cristallographie aux rayons X, comme Rb4[trans-[Rh(H2O)2(NO3)4][Rh(NO3)6] et Cs2[Rh(NO3)5]. L'étude des nitrates de rhodium revêt un certain intérêt dans la mesure où les déchets nucléaires, qui contiennent du rhodium, sont retraités par dissolution dans l'acide nitrique HNO3.
Le nitrate de rhodium(III) dihydraté Rh(NO3)2·2H2O est un solide vert olive très soluble dans l'eau. Il peut être obtenu en faisant réagir de l'oxyde de rhodium(III) pentahydraté Rh2O3·5H2O avec de l'acide nitrique HNO3 à 79 à 80 °C.